# Eddie Fisher (baterist)
Eddie Ray Fisher (n. 17 decembrie 1972, Hillsboro, Oregon, SUA) este un muzician și compozitor american. Este bateristul trupei americane de pop rock OneRepublic. Eddie a crescut în Mission Viejo⁠(d), California și în prezent locuiește în Denver, Colorado, unde are sediul și trupa OneRepublic. Fisher s-a alăturat trupei OneRepublic în 2005 și a fost bateristul acesteia de atunci.

## Viața personală
Fisher a devenit interesat de tobe când era în clasa a șaptea, după ce a văzut un concert U2 în Stadionul Tempe, Arizona. Eddie este căsătorit cu Rhiannon Adler din 2017.

## OneRepublic
S-a alăturat trupei în 2005 după ce a cântat cu fostul basist al trupei. Fisher a fost, de asemenea, creditat pentru scrierea unor piese precum: Say (All I Need), Stop & Stare⁠(d), „Someone to Save You”, „Won’t Stop” și „All Fall Down” de pe albumul de debut al OneRepublic Dreaming Out Loud. De asemenea, a contribuit la scrierea piesei „Good Life” de pe al doilea album al trupei, Waking Up. Nu a scris nicio piesă pe al treilea album, Native. A contribuit și la co-scrierea piesei „Colors” de pe ediția deluxe internațională a albumului lor din 2016, Oh My My (album)⁠(d).

## În afara OneRepublic
Fisher este cunoscut pentru că a cântat la tobe pe numeroase piese pentru formația The Violet Burning. Este creditat ca toboșar pentru melodii precum „Save You” și „If I Can't Have You” (Kelly Clarkson). De asemenea, a cântat la tobă pe piesa „Please Don't Stop The Rain” (James Morrison). El scrie, de asemenea, cântece pentru alți artiști.